# Gestión de amenazas y errores
La Gestión de amenazas y errores (en inglés: Threat and Error Management) también conocida como TEM, es un enfoque de gestión general de seguridad aérea que supone que los pilotos cometerán errores de forma natural y se enfrentarán a situaciones de riesgo durante las fases del vuelo. El TEM, en lugar de intentar evitar estas amenazas y errores, su principal objetivo es enseñar a los pilotos a gestionar estos problemas para que no perjudiquen la seguridad de los pasajeros ni de ellos mismos. Su objetivo es mantener los márgenes de seguridad mediante el entrenamiento de los pilotos y las tripulaciones de vuelo para detectar y responder a los acontecimientos que puedan causar daños (amenazas), así como a los errores que son más probables que se cometan dentro de la cabina de vuelo.
El TEM permite a los pilotos medir las complejidades de descripción de una organización específica (lo que significa que las amenazas y los errores que enfrentan los pilotos variarán según el tipo de operación de vuelo) y registrar el desempeño humano en ese contexto.  El TEM también considera cuestiones técnicas, por ejemplo, mecánicas y ambientales, e incorpora estrategias de Gestión de recursos en la cabina para enseñar a los pilotos a gestionar amenazas y errores.

## Historia
El TEM fue desarrollado en 1994 por psicólogos de la Universidad de Texas basándose en la investigación de accidentes de aerolíneas de transporte público regular (RPT) de alta capacidad. Sin embargo, se necesitaba un método de evaluación para identificar amenazas y errores durante las fases del vuelo y para agregar información a los datos TEM existentes. Una auditoría de seguridad de operaciones de línea (LOSA) sirve para este propósito e implica la identificación y recopilación de información relacionada con la seguridad (sobre el rendimiento de la tripulación, las condiciones ambientales y la complejidad operativa) por parte de un observador altamente capacitado.Los datos LOSA se utilizan para evaluar la eficacia del programa de capacitación de una organización y para averiguar cómo se están implementando los procedimientos capacitados en los vuelos diarios.

## Utilización
La gestión de amenazas y errores (TEM) es un elemento de vital importancia en la formación de pilotos competentes que puedan gestionar eficazmente los desafíos en vuelo. Se han desarrollado muchas estrategias (por ejemplo, formación, trabajo en equipo, reasignación de la carga de trabajo) que se centraron en mejorar los efectos en contra del estrés, la fatiga y el error del piloto. La formación de los pilotos hizo hincapié en la importancia de los procedimientos operativos y el conocimiento técnico, con menos énfasis en las habilidades no técnicas, que se aislaron de los contextos operativos del mundo real. La formación en seguridad, incluida la TEM, es importante porque el conocimiento no técnico (seguridad) de una tripulación ayuda más a gestionar los errores de forma eficaz que la familiarización de las tripulaciones con las operaciones a través de la experiencia.  Los candidatos preseleccionados durante los procesos de selección y formación deben demostrar capacidades analíticas y de coordinación. Poseer estas habilidades no técnicas permite a los pilotos y miembros de la tripulación llevar a cabo sus tareas de forma eficiente y eficaz.

## Componentes
Los siguientes componentes son métodos que ayudan a proporcionar datos para el TEM:

### Entrenamiento de observación LOSA
La formación para los expertos de LOSA incluye dos sesiones: educación en protocolos de procedimiento y conceptos y clasificaciones del TEM. A un alumno de LOSA se le enseña a encontrar datos primero y luego codificarlos más tarde para ambas sesiones, durante las cuales un miembro de la tripulación debe demostrar "Etiqueta LOSA - capacidad de notificar al piloto por qué no pudo detectar un error o amenaza después de un vuelo". Las responsabilidades del piloto incluyen sus opiniones sobre qué problemas de seguridad podrían haber tenido un impacto adverso en sus operaciones. Un alumno de LOSA debe luego registrar las respuestas específicas del piloto y luego codificar el desempeño utilizando marcadores de comportamiento. El orden de la grabación es el siguiente:
- a) Registrar amenazas visibles.
- b) Identificar tipos de error, respuestas de la tripulación y resultados específicos.
- c) Usar marcadores de comportamiento CRM para calificar a la tripulación.[11]

Los observadores registrarán finalmente la respuesta general del piloto en una escala Likert de 4 puntos:
- 1) Mala
- 2) Marginal
- 3) Buena
- 4) Sobresaliente.

Los datos se cuantifican y tabulan como se ejemplifica en el siguiente formato:
Planificación y ejecución del desempeño
| Tarea                                         | Descripción                                              | Comentarios                                | Clasificación |
| --------------------------------------------- | -------------------------------------------------------- | ------------------------------------------ | ------------- |
| Verificación cruzada del monitor              | Monitoreo activo de los pilotos                          | Se mantiene la conciencia de la situación  | Pendiente     |
| Informe de procedimientos operativos estándar | Se llevaron a cabo las reuniones informativas necesarias | Comprensión profunda de los procedimientos | Pendiente     |
| Gestión de contingencias                      | Comunicar estrategias                                    | Buena gestión de amenazas y errores.       | Pendiente     |

| Amenazas identificadas              | Administradas | Mal administradas | *Frecuencia (N) |
| ----------------------------------- | ------------- | ----------------- | --------------- |
| Control de tráfico aéreo            | 17            | 2                 | 19              |
| Presión operativa de las aerolíneas | 9             | 0                 | 9               |
| Clima                               | 6             | 6                 | 12              |

La frecuencia es el número total de amenazas que ocurrieron y se denota por "N".

### Categorías LOSA
El LOSA identifica dos categorías principales que deben registrarse:
- Los errores incluyen errores de procedimiento (equivocaciones o falta de atención hacia una tarea en cuestión) y violación de los procedimientos operativos estándar (intencionados o no). Aunque se anima a los miembros de la tripulación a no tener miedo de admitir sus errores, deben ser capaces de autocriticarse, ya que el proceso de aprendizaje les ayuda a comprender el peligro potencial que representan para otros miembros de la tripulación.[1]
- Los estados no deseados de una aeronave son configuraciones o circunstancias de la aeronave que son causadas por un error humano o por factores externos.[10] La gestión de estados no deseados es vital ya que pueden provocar accidentes aéreos graves. Por ejemplo, los problemas de navegación en la pantalla de la cabina pueden hacer que un piloto tome decisiones incorrectas, lo que puede causar lesiones o la muerte tanto a los pasajeros como a los miembros de la tripulación.

### Proceso de cambio de seguridad
El proceso de cambio de seguridad (SCP), que forma parte del LOSA, es un mecanismo formal que las aerolíneas pueden utilizar para identificar amenazas activas y latentes a las operaciones de vuelo.  Es una guía que comunica en detalle qué es una amenaza inminente para las operaciones actuales o quién está causando la amenaza. En el pasado, los datos del SCP se basaban en la investigación de accidentes o incidentes aéreos, experiencias e intuiciones, pero hoy en día el SCP se centra más en los precursores de los accidentes. Hay varios pasos involucrados en la realización del SCP:
| \| \| \| \| \| \| \| \| \| 1. Recopilar cuestiones de seguridad (experto en LOSA) \| 1. Recopilar cuestiones de seguridad (experto en LOSA) \| 1. Recopilar cuestiones de seguridad (experto en LOSA) \| 1. Recopilar cuestiones de seguridad (experto en LOSA) \| 1. Recopilar cuestiones de seguridad (experto en LOSA) \| 1. Recopilar cuestiones de seguridad (experto en LOSA) \| \| \| 2. Realizar un análisis detallado de los riesgos/datos \| 2. Realizar un análisis detallado de los riesgos/datos \| 2. Realizar un análisis detallado de los riesgos/datos \| 2. Realizar un análisis detallado de los riesgos/datos \| 2. Realizar un análisis detallado de los riesgos/datos \| 2. Realizar un análisis detallado de los riesgos/datos \| \| \| 3. Identificar estrategias de mejora \| 3. Identificar estrategias de mejora \| 3. Identificar estrategias de mejora \| 3. Identificar estrategias de mejora \| 3. Identificar estrategias de mejora \| 3. Identificar estrategias de mejora \| \| \| \| \| \| \| \| \| \| \| \| \| \| \| \| \| \| \| \| \| \| \| \| \| \| \| \| \| \| 1. Recopilar cuestiones de seguridad (experto en LOSA) \| 1. Recopilar cuestiones de seguridad (experto en LOSA) \| 1. Recopilar cuestiones de seguridad (experto en LOSA) \| 1. Recopilar cuestiones de seguridad (experto en LOSA) \| 1. Recopilar cuestiones de seguridad (experto en LOSA) \| 1. Recopilar cuestiones de seguridad (experto en LOSA) \| \| \| 2. Realizar un análisis detallado de los riesgos/datos \| 2. Realizar un análisis detallado de los riesgos/datos \| 2. Realizar un análisis detallado de los riesgos/datos \| 2. Realizar un análisis detallado de los riesgos/datos \| 2. Realizar un análisis detallado de los riesgos/datos \| 2. Realizar un análisis detallado de los riesgos/datos \| \| \| 3. Identificar estrategias de mejora \| 3. Identificar estrategias de mejora \| 3. Identificar estrategias de mejora \| 3. Identificar estrategias de mejora \| 3. Identificar estrategias de mejora \| 3. Identificar estrategias de mejora \| \| \| \| \| \| \| \| \| \| \| \| \| \| \| \| \| \| \| \| \| \| \| \| \| \| \| \| \| \| \| \| \| \| \| \| \| \| \| \| \| \| \| \| \| \| \| \| \| \| \| \| \| \| \| \| \| \| \| \| \| \| \| \| \| \| \| \| \| \| \| \| \| \| \| \| \| \| \| \| \| 8. Revisar cualquier cambio \| 8. Revisar cualquier cambio \| 8. Revisar cualquier cambio \| 8. Revisar cualquier cambio \| 8. Revisar cualquier cambio \| 8. Revisar cualquier cambio \| \| \| Proceso de cambio de seguridad \| Proceso de cambio de seguridad \| Proceso de cambio de seguridad \| Proceso de cambio de seguridad \| Proceso de cambio de seguridad \| Proceso de cambio de seguridad \| \| \| 4. Análisis de riesgos \| 4. Análisis de riesgos \| 4. Análisis de riesgos \| 4. Análisis de riesgos \| 4. Análisis de riesgos \| 4. Análisis de riesgos \| \| \| \| \| \| \| \| \| \| \| \| \| \| \| \| \| \| \| \| \| \| \| \| \| \| \| \| \| \| 8. Revisar cualquier cambio \| 8. Revisar cualquier cambio \| 8. Revisar cualquier cambio \| 8. Revisar cualquier cambio \| 8. Revisar cualquier cambio \| 8. Revisar cualquier cambio \| \| \| Proceso de cambio de seguridad \| Proceso de cambio de seguridad \| Proceso de cambio de seguridad \| Proceso de cambio de seguridad \| Proceso de cambio de seguridad \| Proceso de cambio de seguridad \| \| \| 4. Análisis de riesgos \| 4. Análisis de riesgos \| 4. Análisis de riesgos \| 4. Análisis de riesgos \| 4. Análisis de riesgos \| 4. Análisis de riesgos \| \| \| \| \| \| \| \| \| \| \| \| \| \| \| \| \| \| \| \| \| \| \| \| \| \| \| \| \| \| 7. Observar el impacto de los cambios \| 7. Observar el impacto de los cambios \| 7. Observar el impacto de los cambios \| 7. Observar el impacto de los cambios \| 7. Observar el impacto de los cambios \| 7. Observar el impacto de los cambios \| \| \| 6. Aplicar cambios a las operaciones \| 6. Aplicar cambios a las operaciones \| 6. Aplicar cambios a las operaciones \| 6. Aplicar cambios a las operaciones \| 6. Aplicar cambios a las operaciones \| 6. Aplicar cambios a las operaciones \| \| \| 5. Financiación de los cambios \| 5. Financiación de los cambios \| 5. Financiación de los cambios \| 5. Financiación de los cambios \| 5. Financiación de los cambios \| 5. Financiación de los cambios \| \| \| \| \| \| \| \| \| \| \| \| \| \| \| \| \| \| \| \| \| \| \| \| \| \| \| \| \| \| 7. Observar el impacto de los cambios \| 7. Observar el impacto de los cambios \| 7. Observar el impacto de los cambios \| 7. Observar el impacto de los cambios \| 7. Observar el impacto de los cambios \| 7. Observar el impacto de los cambios \| \| \| 6. Aplicar cambios a las operaciones \| 6. Aplicar cambios a las operaciones \| 6. Aplicar cambios a las operaciones \| 6. Aplicar cambios a las operaciones \| 6. Aplicar cambios a las operaciones \| 6. Aplicar cambios a las operaciones \| \| \| 5. Financiación de los cambios \| 5. Financiación de los cambios \| 5. Financiación de los cambios \| 5. Financiación de los cambios \| 5. Financiación de los cambios \| 5. Financiación de los cambios \| \| \| \| \| \| \| \| \| \| \| \| \| \| \| \| \| \| \| \| \| |  |  |  |  |  |  |  |                                                        |                                                        |                                                        |                                                        |                                                        |                                                        |  |  |                                                        |                                                        |                                                        |                                                        |                                                        |                                                        |  |  |                                      |                                      |                                      |                                      |                                      |                                      |  |  |  |  |  |  |  |  |  |  |  |  |  |  |  |  |  |  |  |  |
| |  |  |  |  |  |  |  | 1. Recopilar cuestiones de seguridad (experto en LOSA) | 1. Recopilar cuestiones de seguridad (experto en LOSA) | 1. Recopilar cuestiones de seguridad (experto en LOSA) | 1. Recopilar cuestiones de seguridad (experto en LOSA) | 1. Recopilar cuestiones de seguridad (experto en LOSA) | 1. Recopilar cuestiones de seguridad (experto en LOSA) |  |  | 2. Realizar un análisis detallado de los riesgos/datos | 2. Realizar un análisis detallado de los riesgos/datos | 2. Realizar un análisis detallado de los riesgos/datos | 2. Realizar un análisis detallado de los riesgos/datos | 2. Realizar un análisis detallado de los riesgos/datos | 2. Realizar un análisis detallado de los riesgos/datos |  |  | 3. Identificar estrategias de mejora | 3. Identificar estrategias de mejora | 3. Identificar estrategias de mejora | 3. Identificar estrategias de mejora | 3. Identificar estrategias de mejora | 3. Identificar estrategias de mejora |  |  |  |  |  |  |  |  |  |  |  |  |  |  |  |  |  |  |  |  |
| |  |  |  |  |  |  |  | 1. Recopilar cuestiones de seguridad (experto en LOSA) | 1. Recopilar cuestiones de seguridad (experto en LOSA) | 1. Recopilar cuestiones de seguridad (experto en LOSA) | 1. Recopilar cuestiones de seguridad (experto en LOSA) | 1. Recopilar cuestiones de seguridad (experto en LOSA) | 1. Recopilar cuestiones de seguridad (experto en LOSA) |  |  | 2. Realizar un análisis detallado de los riesgos/datos | 2. Realizar un análisis detallado de los riesgos/datos | 2. Realizar un análisis detallado de los riesgos/datos | 2. Realizar un análisis detallado de los riesgos/datos | 2. Realizar un análisis detallado de los riesgos/datos | 2. Realizar un análisis detallado de los riesgos/datos |  |  | 3. Identificar estrategias de mejora | 3. Identificar estrategias de mejora | 3. Identificar estrategias de mejora | 3. Identificar estrategias de mejora | 3. Identificar estrategias de mejora | 3. Identificar estrategias de mejora |  |  |  |  |  |  |  |  |  |  |  |  |  |  |  |  |  |  |  |  |
| |  |  |  |  |  |  |  |                                                        |                                                        |                                                        |                                                        |                                                        |                                                        |  |  |                                                        |                                                        |                                                        |                                                        |                                                        |                                                        |  |  |                                      |                                      |                                      |                                      |                                      |                                      |  |  |  |  |  |  |  |  |  |  |  |  |  |  |  |  |  |  |  |  |
| |  |  |  |  |  |  |  | 8. Revisar cualquier cambio                            | 8. Revisar cualquier cambio                            | 8. Revisar cualquier cambio                            | 8. Revisar cualquier cambio                            | 8. Revisar cualquier cambio                            | 8. Revisar cualquier cambio                            |  |  | Proceso de cambio de seguridad                         | Proceso de cambio de seguridad                         | Proceso de cambio de seguridad                         | Proceso de cambio de seguridad                         | Proceso de cambio de seguridad                         | Proceso de cambio de seguridad                         |  |  | 4. Análisis de riesgos               | 4. Análisis de riesgos               | 4. Análisis de riesgos               | 4. Análisis de riesgos               | 4. Análisis de riesgos               | 4. Análisis de riesgos               |  |  |  |  |  |  |  |  |  |  |  |  |  |  |  |  |  |  |  |  |
| |  |  |  |  |  |  |  | 8. Revisar cualquier cambio                            | 8. Revisar cualquier cambio                            | 8. Revisar cualquier cambio                            | 8. Revisar cualquier cambio                            | 8. Revisar cualquier cambio                            | 8. Revisar cualquier cambio                            |  |  | Proceso de cambio de seguridad                         | Proceso de cambio de seguridad                         | Proceso de cambio de seguridad                         | Proceso de cambio de seguridad                         | Proceso de cambio de seguridad                         | Proceso de cambio de seguridad                         |  |  | 4. Análisis de riesgos               | 4. Análisis de riesgos               | 4. Análisis de riesgos               | 4. Análisis de riesgos               | 4. Análisis de riesgos               | 4. Análisis de riesgos               |  |  |  |  |  |  |  |  |  |  |  |  |  |  |  |  |  |  |  |  |
| |  |  |  |  |  |  |  | 7. Observar el impacto de los cambios                  | 7. Observar el impacto de los cambios                  | 7. Observar el impacto de los cambios                  | 7. Observar el impacto de los cambios                  | 7. Observar el impacto de los cambios                  | 7. Observar el impacto de los cambios                  |  |  | 6. Aplicar cambios a las operaciones                   | 6. Aplicar cambios a las operaciones                   | 6. Aplicar cambios a las operaciones                   | 6. Aplicar cambios a las operaciones                   | 6. Aplicar cambios a las operaciones                   | 6. Aplicar cambios a las operaciones                   |  |  | 5. Financiación de los cambios       | 5. Financiación de los cambios       | 5. Financiación de los cambios       | 5. Financiación de los cambios       | 5. Financiación de los cambios       | 5. Financiación de los cambios       |  |  |  |  |  |  |  |  |  |  |  |  |  |  |  |  |  |  |  |  |
| |  |  |  |  |  |  |  | 7. Observar el impacto de los cambios                  | 7. Observar el impacto de los cambios                  | 7. Observar el impacto de los cambios                  | 7. Observar el impacto de los cambios                  | 7. Observar el impacto de los cambios                  | 7. Observar el impacto de los cambios                  |  |  | 6. Aplicar cambios a las operaciones                   | 6. Aplicar cambios a las operaciones                   | 6. Aplicar cambios a las operaciones                   | 6. Aplicar cambios a las operaciones                   | 6. Aplicar cambios a las operaciones                   | 6. Aplicar cambios a las operaciones                   |  |  | 5. Financiación de los cambios       | 5. Financiación de los cambios       | 5. Financiación de los cambios       | 5. Financiación de los cambios       | 5. Financiación de los cambios       | 5. Financiación de los cambios       |  |  |  |  |  |  |  |  |  |  |  |  |  |  |  |  |  |  |  |  |

Una aerolínea anónima realizó observaciones de línea base entre 1996 y 1998 utilizando los datos definidos de SCP y LOSA para mejorar la cultura de seguridad de su organización y los resultados fueron positivos. La tasa de detección de errores de los pilotos aumentó significativamente un 55%, lo que significa que los pilotos pudieron detectar aproximadamente el 55% de los errores que causaron. Se observó una reducción del 40% en los errores relacionados con el desempeño de la lista de verificación y una reducción del 62% en las aproximaciones no estabilizadas (golpes de cola, vuelo controlado contra el terreno, salidas de la pista, etc.). Una revisión y gestión adecuadas de los datos de SCP y LOSA pueden prevenir más desastres en las operaciones de vuelo.